# كوفينغتون
كوفينغتون (إنديانا) (بالإنجليزية: Covington, Indiana)‏ هي مدينة تقع في الولايات المتحدة في مقاطعة فاونتن (إنديانا). يقدر عدد سكانها بـ 2,645 نسمة ومساحتها 3.06 كم2 وترتفع عن سطح البحر 172 متر.

## التركيبة السكانية
قام مكتب تعداد الولايات المتحدة بتحديد بيانات التركيبة السكانية لكوفينغتونفي تعداد الولايات المتحدة. في ما يلي، التركيبة السكانية حسب تعدادي 2000 و2010.

### تعداد عام 2000
بلغ عدد سكان كوف 594 نسمة بحسب تعداد عام 2000، وبلغ عدد الأسر 231 أسرة وعدد العائلات 176 عائلة مقيمة في المدينة. في حين سجلت الكثافة السكانية 732.9 نسمة لكل ميل مربع (283.0/كم2). وبلغ عدد الوحدات السكنية 247 وحدة بمتوسط كثافة قدره 304.8 نسمة لكل ميل مربع (117.7/كم2).
وتوزع التركيب العرقي للمدينة بنسبة 95.45% من البيض و 1.35% من الأمريكيين الأصليين و 0.17% من الأمريكيين ذوي الأصول الآسيوية و 0.34% من سكان جزر المحيط الهادئ و 0.17% من الأمريكيين الأفارقة و 1.85% من الأعراق الأخرى و 0.67% من عرقين مختلطين أو أكثر. فيما شكل الهسبانيون أو اللاتينيون من أي عرق نسبة 2.19% من السكان.
بلغ عدد الأسر 231 أسرة كانت نسبة 31.2% منها لديها أطفال تحت سن الثامنة عشر تعيش معهم، وبلغت نسبة الأزواج القاطنين مع بعضهم البعض 65.8% من أصل المجموع الكلي للأسر، ونسبة 8.7% من الأسر كان لديها معيلات من الإناث دون وجود شريك، وكانت نسبة 23.4% من غير العائلات. تألفت نسبة 21.2% من أصل جميع الأسر من أفراد ونسبة 12.1% كانوا يعيش معهم شخص وحيد يبلغ من العمر 65 عاماً فما فوق. وبلغ متوسط حجم الأسرة المعيشية 2.94، أما متوسط حجم العائلات فبلغ 2.57.
بلغ العمر الوسطي للسكان 42 عاماً. وكانت نسبة 26.1% من القاطنين تحت سن الثامنة عشر، وكانت نسبة 6.1% بين الثامنة عشر والأربعة وعشرون عاماً، ونسبة 23.1% كانت واقعةً في الفئة العمرية ما بين الخامسة والعشرون حتى والأربعة وأربعون عاماً، ونسبة 27.6% كانت ما بين الخامسة والأربعون حتى الرابعة والستون، ونسبة 17.2% كانت ضمن فئة الخامسة والستون عاماً فما فوق. يوجد لكل 100 أنثى 89.2 ذكر، ويوجد لكل 100 أنثى في الثامنة عشر من عمرها فما فوق 88.4 ذكر.
بلغ متوسط دخل الأسرة في المدينة 38,542 دولار، أما متوسط دخل العائلة فبلغ 42,344 دولار. وكان متوسط دخل الذكور 31,793 دولار مقابل 24,063 دولار للإناث. وسجل دخل الفرد الخاص بالمدينة 15,872 دولار. وكانت نسبة 11.1% من العائلات ونسبة 12.9% من السكان تحت خط الفقر، وكان من هؤلاء نسبة 16.3% تحت سن الثامنة عشر ونسبة 8.0% في الخامسة والستين من العمر وما فوق.

### تعداد عام 2010
بلغ عدد سكان كوف 552 نسمة بحسب تعداد عام 2010، وبلغ عدد الأسر 240 أسرة وعدد العائلات 161 عائلة مقيمة في المدينة. في حين سجلت الكثافة السكانية 716.9 نسمة لكل ميل مربع (276.8/كم2). وبلغ عدد الوحدات السكنية 257 وحدة بمتوسط كثافة قدره 333.8 لكل ميل مربع (128.9/كم2).
وتوزع التركيب العرقي للمدينة بنسبة 91.1% من البيض و 0.7% من الأمريكيين الأصليين و 1.6% من الأمريكيين ذوي الأصول الآسيوية و 0.2% من سكان جزر المحيط الهادئ و 4.7% من عرقين مختلطين أو أكثر.
بلغ عدد الأسر 240 أسرة كانت نسبة 28.3% منها لديها أطفال تحت سن الثامنة عشر تعيش معهم، وبلغت نسبة الأزواج القاطنين مع بعضهم البعض 56.7% من أصل المجموع الكلي للأسر، ونسبة 7.9% من الأسر كان لديها معيلات من الإناث دون وجود شريك، بينما كانت نسبة 2.5% من الأسر لديها معيلون من الذكور دون وجود شريكة وكانت نسبة 32.9% من غير العائلات. تألفت نسبة 30.0% من أصل جميع الأسر من أفراد ونسبة 14.6% كانوا يعيش معهم شخص وحيد يبلغ من العمر 65 عاماً فما فوق. وبلغ متوسط حجم الأسرة المعيشية 2.75، أما متوسط حجم العائلات فبلغ 2.30.
بلغ العمر الوسطي للسكان 50 عاماً. وكانت نسبة 22.1% من القاطنين تحت سن الثامنة عشر، وكانت نسبة 3.4% بين الثامنة عشر والأربعة وعشرون عاماً، ونسبة 17.6% كانت واقعةً في الفئة العمرية ما بين الخامسة والعشرون حتى والأربعة وأربعون عاماً، ونسبة 33.7% كانت ما بين الخامسة والأربعون حتى الرابعة والستون، ونسبة 23.2% كانت ضمن فئة الخامسة والستون عاماً فما فوق. وتوزع التركيب الجنسي للسكان بنسبة 48.9% ذكور و51.1% إناث.